# Grow into one
Grow into one és el segon àlbum original d'estudi de la cantant japonesa Kumi Koda, llançat al mercat el dia 19 de març de l'any 2003 sota el segell Rhythm zone.

## Detalls
El segon àlbum de Koda va ser llançat un any i unes setmanes abans del llançament del que fou el seu primer disc affection. Contràriament amb aquest disc, grow into one abastà un major èxit i reconeixement tant en vendes, i nous fanàtics van ser atrets a Koda, a conseqüència de tal acabà d'arribar al lloc nº 9 de les llistes d'àlbums setmanals d'Oricon, amb vendes de cent noranta mil còpies -cent mil còpies més que el seu primer disc-.
L'èxit obtingut es deu en gran part a l'èxit del seu setè senzill «Real Emotion/1000 no Kotoba», part de la banda sonora del videojoc Final Fantasy X-2 en la seua versió nipona, i que va ser el primer senzill de l'artista a arribar a un estatus de complet èxit amb més de quatre-centes còpies venudes. Primeres edicions de l'àlbum van incloure un total de quinze cançons -dels quals ja cinc havien estat prèviament llançats en els senzills promocionals-, i posteriorment començà a editar-se el disc amb només catorze cançons sense el bonus track, que era una versió alternativa amb elements de música clàssica de la belada «1000 no Kotoba». La versió de l'àlbum que contenia aquesta versió per un temps es va fer molt difícil d'aconseguir passat el temps, fins que al març del 2007 va ser inclosa en un nou disc, la composició de belades de Koda en l'àlbum de grans èxits BEST BOUNCE & LOVERS. Primeres edicions de grow into one també van incloure, a part del bonus track, un empaquetatge especial que contenia diversos extres com un llibret especial, una targeta d'intercanvi, entre altres regals.

## Llista de temes
1. Teaser (feat.Clench&Blistah)
2. real Emotion
3. BOY FRIEND?
4. Your only one
5. one
6. One night romance
7. 1000 no Kotoba (1000の言葉, Sen no Kotoba)
8. S.O.S ~sound of silence~
9. m・a・z・e
10. 乱反射
11. Pearl Moon
12. Nasty girl
13. To be one
14. love across the ocean
Bonus Track
15. 1000 no Kotoba (1000の言葉, Sen no Kotoba) [Alternate Orchestra Version]

## Rànquings i vendes
| Rànquing Oricon (Setmanal) | Vendes  |
| -------------------------- | ------- |
| 8                          | 201,033 |